# Ouebion
Ouebion – im Lateinischen Vebium, auch Usbium; (altgriechisch Οὐέβιον) – ist ein Ortsname, der in der Geographia des Claudius Ptolemaios als einer der in der südlichen Germania magna und entlang der Donau liegenden Orte (πόλεις) mit 35° Länge (ptolemäische Längengrade) und 47° Breite angegeben wird. Ouebion liegt damit nach Ptolemaios an der Donau zwischen Setouakoton und Abilouon. Wegen des Alters der Quelle kann eine Existenz des Ortes um 150 nach Christus angenommen werden.
Bislang konnte der Ort nicht sicher lokalisiert werden. Ein interdisziplinäres Forscherteam um Andreas Kleineberg, das die Angaben von Ptolemaios neu untersuchte, lokalisiert Ouebion anhand der transformierten antiken Koordinaten  an der Donau und in der Nähe des heutigen Linz, Steyregg oder Mauthausen in Oberösterreich.
Rasch hält es für möglich, dass bei der Lesung Vebium durch einen Schreibfehler ein anlautendes s- verloren gegangen ist und der Ortsname *Suebium meint – eine Ortsbezeichnung nach dem Volksnamen Suebi, in deren Gebiet der Ort nach der ptolemaeischen Angabe zu suchen wäre.